# Église Notre-Dame de Rouvrou
Pour les articles homonymes, voir Église Notre-Dame.
L'église Notre-Dame est une église catholique située à Ménil-Hubert-sur-Orne, en France.

## Localisation
L'église est située dans le département français de l'Orne, sur la commune de Ménil-Hubert-sur-Orne.

## Historique
L'édifice dédié à Notre-Dame est érigé au XIe siècle par des moines dépendant de l'abbaye Saint-Étienne de Fontenay.
L'église, abandonnée pendant la Révolution française, est détruite en partie en 1820 « sur ordonnance royale » et vendue à un particulier. Rachetée, elle est restaurée dès 1822.
Le culte, instauré sans autorisation, est interdit par les services de la sous-préfecture de Domfront en 1836 puis rétabli en 1847 et confirmé en 1858.
Un presbytère est érigé en 1837, puis une nouvelle sacristie en 1853.

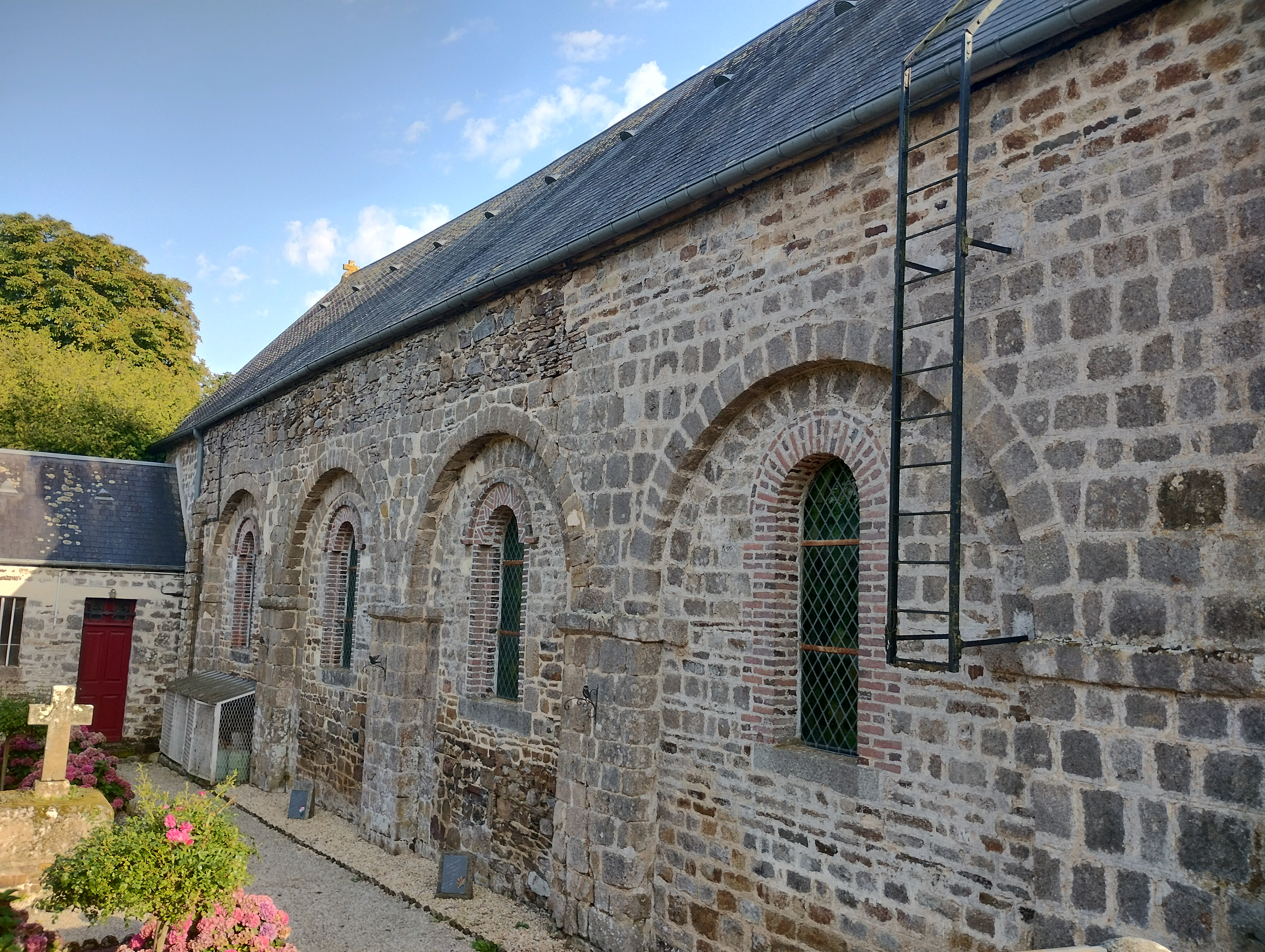
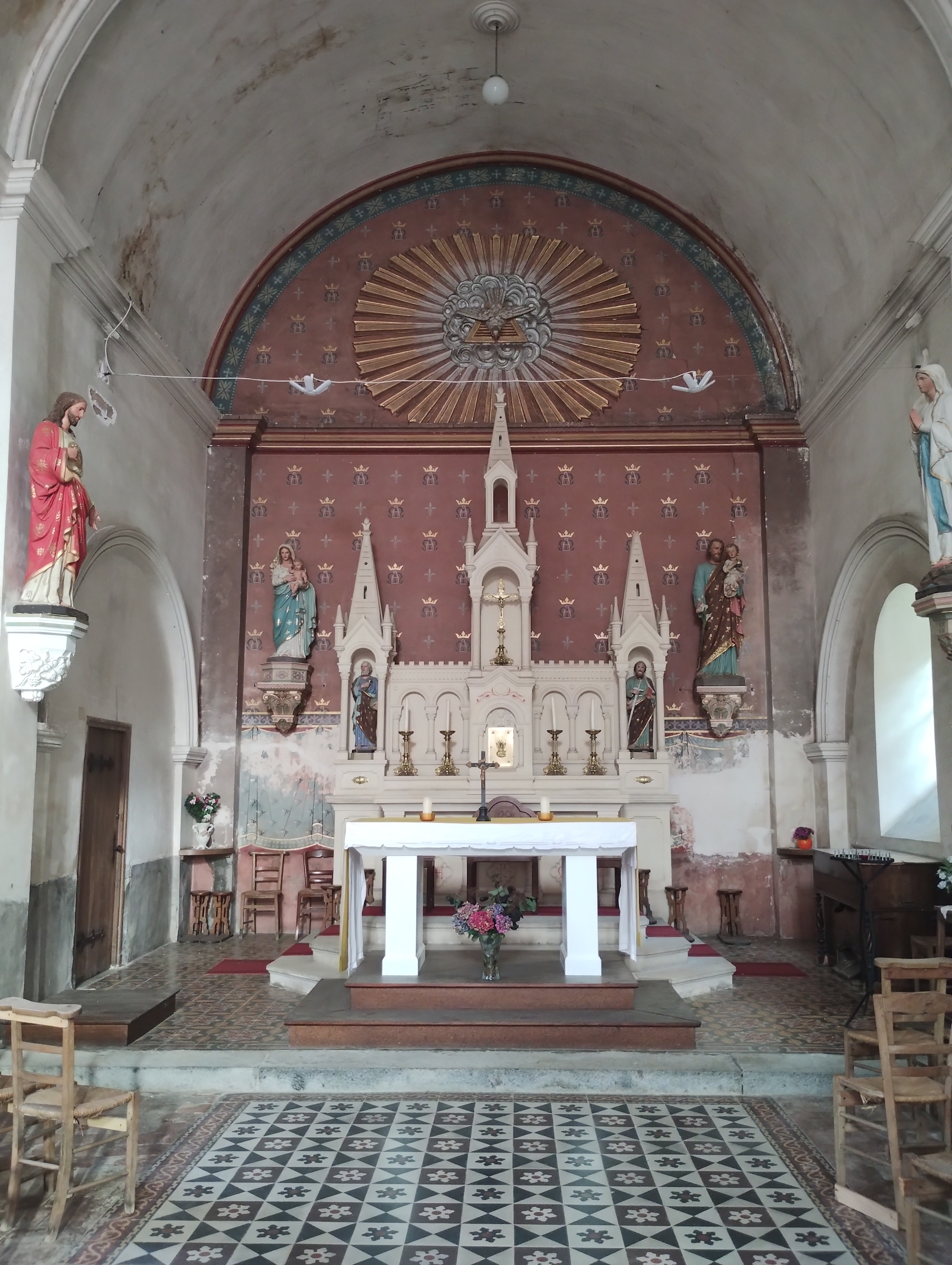
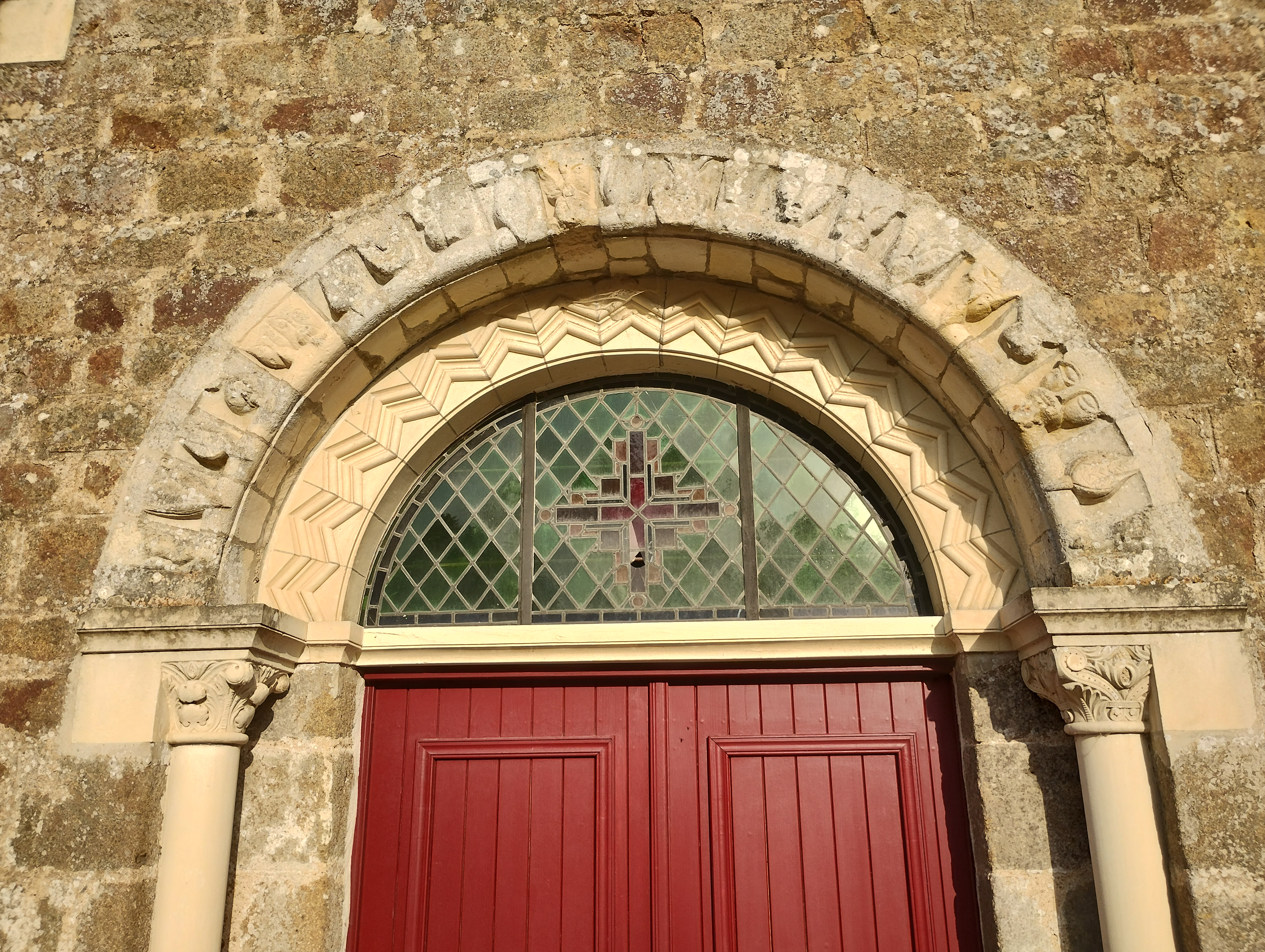
portail